# Буштјехрад
Буштјехрад (чеш. Buštěhrad) град је у Чешкој Републици. Град се налази у управној јединици Средњочешки крај, у оквиру којег припада округу Кладно.

## Становништво
Према подацима о броју становника из 2014. године град је имао 3.052 становника.

## Партнерски градови
- Ledro